# Prijs de zee

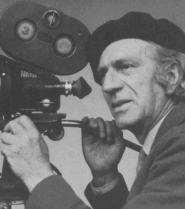
Herman van der Horst

Prijs de Zee is een Nederlandse korte film uit 1959 van Herman van der Horst. Prijs de Zee is een documentaire over Nederland, compleet met klievende molenwieken, ritmisch wuivende korenvelden en luid hamerende scheepsbouwers. De film is als eerste in Nederland geschoten met een zoomlens. Herman van der Horst kreeg van de overheid de opdracht om een film over Nederland te maken waarin wind, wolken en molens. De gehele documentaire bevat geen gesproken commentaar want van der Horst wil laten zien dat, zoals hij zelf zegt, ons land ‘geen kinderboerderijtje aan de zee’ is.
Van der Horst heeft in de documentaire de tijd genomen om het juiste geluid van molenwieken op de geluidsband en het juiste ritme van wuivende korenvelden op celluloid vast te leggen. Hij geeft een impressie van Nederland waarin traditie en vooruitgang naast elkaar bestaan.

## Technisch dossier
- Genre: Documentaire
- Regie, scenario en cinematografie: Herman van der Horst
- Première: 1959 (Filmfestival van Berlijn)
- Speelduur: 22 minuten
- Laboratorium: Cinetone Studios (Amsterdam)
- Technische specificaties: 35 mm, kleur
- Distributie: Nederlands Instituut voor Beeld en Geluid
- Taal: Nederlands
- Land: Nederland
- Titel in het Frans: La mer et le vent
- Engelse titel: Praise the Sea
- Duitse titel : Lobet Das Meer

## Palmares
- Gouden Beer voor beste korte film (Filmfestival van Berlijn, 1959)
- Staatsprijs voor Filmkunst (1959)
- Roy Thomson Film Award (Filmfestival Edinburgh, 1959)[1]

## Trivia
- De film is als eerste in Nederland geschoten met een zoomlens.